# Estação Mejdunarodnaia (metro de Moscovo)
Mejdunarodnaia (em russo:  Международная) é uma estação terminal da linha Filiovskaia (Linha 4) do Metro de Moscovo, na Rússia. Estação «Mejdunarodnaia» está localizada após a estação «Vystavotchnaia».